# 1369
Năm 1369 là một năm trong lịch Julius.

## Mất
- 25 tháng 5 – Trần Dụ Tông, hoàng đế thứ 7 của nhà Trần (s. 1336)
- 14 tháng 12 – Hiến Từ Hoàng thái hậu, nguyên phối của vua Trần Minh Tông, mẹ vua Trần Dụ Tông (s. 1299)